# Chūō, Kumamoto
Chūō (中央区 Chūō-ku) là quận thuộc thành phố Kumamoto, tỉnh Kumamoto, Nhật Bản. Tính đến ngày 1 tháng 10 năm 2020, dân số ước tính của quận là 187.502 người và mật độ dân số là 7.400 người/km2. Tổng diện tích của quận là 25,45 km2.